# تبعثر الأشعة السينية بزاوية كبيرة
تبعثر الأشعة السينية بزاوية كبيرة (بالإنجليزية: Wide angle X-ray scattering WAXS) هو تقنية من تقنيات حيود الأشعة السينية التي تستخدم غالبا لدراسة التركيب البلوري للمكثورات. وتقوم هذه التقنية على تحليل ذرى براغ المبعثرة بزوايا كبيرة، والتي تنتج (وفقا لقانون براغ) عن البنى الدقيقة ذات مقياس تحت النانومتر.
وتبعثر الأشعة السينية بزاوية كبيرة هي نفس تقنية تبعثر الأشعة السينية بزاوية صغيرة وتختلف فقط بأن المسافة بين العينة واللاقط أقصر ويمكن بذلك ملاحظة الحيود عند زوايا أكبر.

## اقرأ أيضا
- تبعثر الأشعة السينية بزاوية صغيرة
- دراسة البلورات بالأشعة السينية
- حيود الأشعة السينية